# 15917 Rosahavel
15917 Rosahavel è un asteroide della fascia principale. Scoperto nel 1997, presenta un'orbita caratterizzata da un semiasse maggiore pari a 2,7908581 UA e da un'eccentricità di 0,1972084, inclinata di 7,09872° rispetto all'eclittica.